# Municipio de Schoolcraft (condado de Kalamazoo)
El municipio de Schoolcraft (en inglés, Schoolcraft Township) es un municipio del condado de Kalamazoo, Míchigan, Estados Unidos. Tiene una población estimada, a mediados de 2024, de 9332 habitantes.

## Geografía
Está ubicado en las coordenadas 42°6′44″N 85°35′10″O / 42.11222, -85.58611. Según la Oficina del Censo, tiene una superficie total de 93.42 km², de los cuales 88.76 km² corresponden a tierra firme y 4.66 km² están cubiertos de agua.

## Demografía
Según el censo de 2020, en ese momento había 9183 personas residiendo en la zona. La densidad de población era de 103 hab./km². El 90.63 % de los habitantes eran blancos, el 1.38 % eran afroamericanos, el 0.34 % eran amerindios, el 0.79 % eran asiáticos, el 0.05 % eran isleños del Pacífico, el 1.05 % eran de otras razas y el 5.75 % eran de una mezcla de razas. Del total de la población, el 2.99 % eran hispanos o latinos de cualquier raza.